# باول ألان كوكس
باول ألان كوكس (بالإنجليزية: Paul Alan Cox)‏ هو عالم إنسان وعالم نبات أمريكي، ولد في 1953 في سولت ليك في الولايات المتحدة.